# Thanks for the Dance
Thanks for the Dance è il quindicesimo e ultimo album in studio del cantautore canadese Leonard Cohen, pubblicato postumo attraverso la Columbia Records e Legacy Recordings il 22 novembre 2019. È la prima uscita dopo la morte di Cohen (avvenuta nel novembre 2016) e include contributi di vari musicisti, come Daniel Lanois, Beck, Jennifer Warnes, Damien Rice e Leslie Feist. La canzone The Goal è stata pubblicata con l'annuncio dell'album, il 20 settembre 2019.
Descritto come una "continuazione" del precedente album in studio di Cohen (You Want It Darker del 2016), le tracce vocali dell'album sono state registrate durante le stesse sessioni, con il figlio di Cohen e produttore dell'album Adam Cohen che ha notato che l'album non dovrebbe essere considerato un album di "canzoni scartate o canzoni di lati B".
Le canzoni dell'album comprendono "schizzi" rimasti dalle sessioni dell'ultimo album in studio di Cohen, You Want It Darker, che sono state terminate dal figlio di Cohen, Adam Cohen, in un "garage vicino alla vecchia casa di suo padre".

## Accoglienza
Thanks for the Dance ha ricevuto il plauso della critica. Su Metacritic, che assegna una valutazione normalizzata su 100 alle recensioni dei critici mainstream, l'album ha ricevuto un punteggio medio di 84 sulla base di 25 recensioni, che indica "acclamazione universale".
Rolling Stone ha assegnato all'album 4 stelle, elogiando l'album e dicendo che è "una magnifica scena d'addio che è anche quella cosa eccezionalmente rara: un'opera postuma viva, stimolante ed essenziale come qualsiasi altra cosa pubblicata durante la vita dell'artista".
L'album è stato candidato al Juno Award come Adult Alternative Album of the Year ai Juno Awards del 2020.

## Tracce
1. Happens to the Heart – 4:33 (Adam Cohen)
2. Moving On – 3:11 (A. Cohen, Patrick Leonard)
3. The Night of Santiago – 4:15 (A. Cohen)
4. Thanks for the Dance – 4:13 (Anjani Thomas)
5. It's Torn – 2:57 (A. Cohen, Sharon Robinson)
6. The Goal – 1:12 (A. Cohen)
7. Puppets – 2:39 (A. Cohen)
8. The Hills – 4:17 (L. Cohen)
9. Listen to the Hummingbird – 2:00 (A. Cohen)